# Dasymallomyia ditenostyla
Dasymallomyia ditenostyla är en tvåvingeart som beskrevs av Alexander 1964. Dasymallomyia ditenostyla ingår i släktet Dasymallomyia och familjen småharkrankar. Inga underarter finns listade i Catalogue of Life.